# Lord Forrester
Lord Forrester ist ein erblicher britischer Adelstitel in der Peerage of Scotland.

## Verleihung
Der Titel wurde am 23. Juli 1633 für Sir George Forrester, 1. Baronet geschaffen. Dieser war bereits am 17. November 1625 in der Baronetage of Nova Scotia zum Baronet, of Corstophine in the County of Edinburgh, erhoben worden. Nachdem sein einziger Sohn gestorben war, wurde ihm 1651 seine Verleihungsurkunde rückwirkend um die besondere Regelung ergänzt, dass der Lordtitel in Ermangelung eigener männlicher Nachkommen auch in absteigender Rangfolge an folgende Personen vererbt werden könne:
1. an den Ehemann seiner dritten Tochter, James Baillie und dessen männliche Nachkommen aus dieser Ehe,
2. an den Ehemann seiner dritten Tochter, William Baillie (James’ jüngerer Bruder) und dessen männliche Nachkommen aus dieser Ehe,
3. an alle Nachkommen aus den beiden Ehen, auch in weiblicher Linie, entsprechend der Primogenitur,
4. an sonstige männliche Nachkommen James’ oder einen von ihm zu bestimmenden Erben.

Beim Tod des 1. Lord 1654 fiel der Lordtitel entsprechend an dessen Schwiegersohn James Baillie als 2. Lord. Die Baronetcy, die nicht mit einer entsprechenden Erbregelung versehen war, ruht seither. Da James keine Söhne hinterließ fiel der Titel bei seinem Tod 1679 gemäß besonderen Erbregelung an dessen Bruder William Baillie als 3. Lord. Dessen Sohn, der 4. Lord, nahm den Nachnamen Forrester an. Dessen Mannesstamm erlosch 1763 beim Tod des 7. Lords, woraufhin der Titel an die Schwester des 6. Lords fiel. Sie wurde 1784 von ihrer einzigen Tochter, der 9. Lady, beerbt und diese 1808 von ihrem Onkel zweiten Grades James Grimston, 4. Viscount Grimston, als 10. Lord. Dieser wurde 1815 zum Earl of Verulam erhoben. Der Lordtitel ist seither ein nachgeordneter Titel des jeweiligen Earls of Verulam. Heutiger Titelinhaber ist John Grimston, 7. Earl of Verulam, als 16. Lord.

## Liste der Lords Forrester (1633)
- George Forrester, 1. Lord Forrester († 1654)
- James Baillie, 2. Lord Forrester (1629–1679)
- William Baillie, 3. Lord Forrester (1632–1681)
- William Forrester, 4. Lord Forrester († 1705)
- George Forrester, 5. Lord Forrester (1688–1727)
- George Forrester, 6. Lord Forrester (1724–1748)
- William Forrester, 7. Lord Forrester († 1763)
- Caroline Cockburn, 8. Lady Forrester († 1784)
- Anna Cockburn, 9. Lady Forrester († 1808)
- James Grimston, 1. Earl of Verulam, 10. Lord Forrester (1775–1845)
- James Grimston, 2. Earl of Verulam, 11. Lord Forrester (1809–1895)
- James Grimston, 3. Earl of Verulam, 12. Lord Forrester (1852–1924)
- James Grimston, 4. Earl of Verulam, 13. Lord Forrester (1880–1949)
- James Grimston, 5. Earl of Verulam, 14. Lord Forrester (1910–1960)
- John Grimston, 6. Earl of Verulam, 15. Lord Forrester (1912–1973)
- John Grimston, 7. Earl of Verulam, 16. Lord Forrester (* 1955)

Titelerbe (Heir apparent) ist der Sohn des aktuellen Titelinhabers James Grimston, Viscount Grimston (* 1978).